# 陳新安
陳新安（1911年1月25日—1988年11月13日），字柏舟，原姓楊，日本名大波成矩，生於日治台灣阿緱廳蕃薯藔支廳（今高雄市旗山區），政治人物，中國國民黨籍，曾任高雄縣縣長、高雄市政府主任秘書、聯和建築公司副總經理、內政部總務司司長。為高雄縣地方派系白派的創始者。:2

## 家族
陳新安的祖父陳波，在蕃薯藔（今旗山）經營泉順號，販售布匹等商品，家境殷實，為當地的大地主。因膝下無子，陳波分別收養了陳順和（1876年12月10日-1936年8月31日）與陳順源二子。陳波在29歲過世，家庭由其妻吳鸞維持。陳順和與陳順源兩兄弟，雖然沒有血緣關係，但兄弟之間的深厚感情受到地方人士的讚譽。
陳新安的伯父陳順和承繼了家業，在1907年被臺灣總督府選拔為蕃薯藔廳蕃薯藔區蕃薯藔庄的庄長。1920年，台灣島行政區域重劃，陳順和擔任高雄州旗山郡旗山街首任街長。1928年（昭和3年），陳順和與地方人士合股，共同創立旗山製冰公司。
陳順源是陳新安的養父，本姓蕭。7歲時因生父染病無力撫養家庭，由陳波收養為子，改姓陳；其生父在不久後也因病過世。陳波夫妻很疼愛陳順源，童年時將他送至私塾學習漢文。成年後，陳順源曾在台灣商工銀行（第一商業銀行前身）番薯寮支店擔任書記。1927年（昭和2年），陳順源離開台灣商工銀行，在旗山創業，成立真文活版印刷所。
在皇民化運動期間，陳家曾改日本姓「大波」。

## 早年
陳新安生父楊標，生母黃卜。陳新安原名楊新安，在家中排行第三。陳新安出生不久，生母過世，家庭無力撫養；祖母將他抱給姑母楊意（陳順源之妻），交給陳順源家收養，因此改姓陳，成為陳家次子。在陳家，陳新安的兄長為陳芳洲。
陳順源夫妻很重視陳新安的教育，極力栽培其成人。在臺灣總督府臺北高等學校畢業後，陳新安赴日本本土唸書，畢業於京都大學法學部法律系。

## 從政時期

### 與國民政府接觸
二次大戰期間，王芃生主持、直屬國民政府軍事委員會的情報組織國際問題研究所接觸了許多台籍人士，為國民政府提供日本的情報，陳新安於1940年任該所的研究專員至1945年底，因此獲得陸海空軍甲種一級獎章:482、488。

### 縣政府課長、旗山鎮長
1945年，日本投降結束第二次世界大戰，國民政府接收台灣，陳新安於同年11月任旗山郡役所接管補助委員至隔年1月，1946年7月任高雄縣政府戶政課課長，1948年4月出任官派旗山鎮鎮長。
1951年，台灣實施地方自治，第五屆（第一屆民選）高雄縣縣長進行民選。首次選舉中，陳新安與洪榮華、吳崇雄、余登發競選；其中，洪榮華為中國國民黨提名，其他三人則以無黨籍身份或自行參選。在首輪投票中，陳新安獲得最高票，但因四人均未獲過半票數，必須進行第二次投票。在第二輪投票中，洪榮華勝選，就任高雄縣首屆民選縣長。:94、98在該次選舉中，洪榮華的人馬形成了「紅派」，陳新安的人馬形成「白派」，兩者成為高雄縣的主要地方派系。:178-179陳新安於選後調至臺灣省政府農林廳任專員。:5

### 高雄縣長
在中國國民黨的地方派系輪流執政的「雙派系主義」策略下，1954年，第二屆高雄縣長選舉，陳新安獲得中國國民黨提名，由於國民黨事先運作洪榮華退出選舉，加上舊識余登發的禮讓，陳新安在同額競選情況下當選第六屆高雄縣長，於6月上任。:181:170:90:73陳新安於縣長任內，多次跋山涉水進入山地鄉鎮，訪視原住民實情，如小林村滴水橋損害、五甲埔水利工程。:51954年於多納鄉多納村興建現代化山地房屋:5；同年10月，連結臺南縣與高雄縣的南雄大橋竣工通車:3。1955年，中國人民解放軍攻下浙江省一江山島，中華民國政府撤離大陳島的居民；陳新安率官員至橋頭車站迎接一批大陳人落腳高雄，並安排他們在臺灣漁場謀生:3。1956年完成岡山田寮路崇德大橋，打通高139線，聯絡田寮與省公路。:51957年1月，草潭埤水利第三期工程竣工；同年，陳新安未競選連任，支持黨外余登發與中國國民黨提名的陳皆興競爭，縣長由陳皆興接任。

### 省糧食局所長及高雄市府主秘
陳新安卸任高雄縣長後，1957年7月至1960年任臺灣省糧食局臺南事務所所長。:2:高縣版61960年，中國國民黨提名紅派戴良慶競選第七屆高雄縣長，陳新安支持余登發與戴競爭，余登發勝選首度執政高雄縣政府，遂成黑派；同年，新任高雄市市長陳啟川啟用陳新安擔任高雄市政府主任秘書:95、138，隔年卸任成為市政府的聘任顧問。

### 經商與內政部總務司長
1962年，陳新安經營新民益煤礦公司，自任董事長。:31963年，陳新安與蘇鴻炎合夥成立聯和建築公司，任該公司副總經理。:3:3陳新安任職期間，聯和建築在臺北市南京東路四段133巷一帶興建了聯合新邨，由沈祖海參予設計，樓高四層，前有庭院，為1960年代臺北市造型新穎且知名的高級公寓社區。1963年，陳新安曾有意參選第八屆高雄縣長，向國民黨高雄縣黨部領表:6；但國民黨提名紅派戴良慶，陳未獲提名，放棄競選並願協助戴競選，臺灣省政府主席黃杰因此向總統蔣中正表示陳新安有意願擔任高雄澄清湖水廠廠長。1966年，陳新安獲得提拔，辭去聯和建築總經理，出任內政部總務司司長。:2

### 晚年
1967年，中國國民黨在派系替代的策略下，提名白派的林淵源競選第九屆高雄縣長；白派於該年獲得黑派支持，與違紀參選的紅派競爭獲勝。陳新安在輔選林淵源當選之後，將白派事務全權交由林處理:139。林淵源就任高雄縣長後於1972年連任，成為白派第二代掌門人；陳新安則淡出高雄政界，遷居臺北專心養病:高縣版5。之後林淵源再將白派事務傳承給王金平:94。
陳新安晚年罹患皮膚硬化症，放下工作積極養病:高縣版6，其子陳建仁稱陳新安是臺灣存活最久的多發性硬化症案例。:A3
1988年，陳新安過世，余登發親寫祭文悼念，邊念邊泣。

## 家庭
陳新安與其妻陳魏蓮芷育有子女8人。其子陳建仁、陳建德皆是中央研究院院士，其中陳建仁曾擔任中華民國第14屆副總統、第31屆行政院院長。

## 備註
1. 1 2  關於出生年份，國史館藏總統府人事調查表與1964年胡炘呈文附的履歷表、高雄中學電研社93級 CyberFair工作團隊於2002年臺灣學校網界博覽會活動的校友資料均為民國前1年（1911年），國史館出版的《近代華人生卒簡歷》則為1912年